# Mohammed Al-Habib
Mohammed Al-Habib Ould Amar (+1860) fou emir de Trarza (1827-1860) fill i successor d'Amar IV Ould Mokhtar.
El seu primer enfrontament fou amb els negres aliats de França; grups trarzes i wòlofs van saquejar llocs de Waalo i van atacar plantadors i algunes embarcacions fluvials franceses. França va enviar els seus laptots que van rebutjar als atacants cap al riu i d'allí cap al desert; després de bastants mesos de tensió les dues parts van acordar la pau per no interrompre el comerç. El 25 de març de 1829 es va signar la pau renovant els acords del tractat de 7 de juny de 1821. Una convenció addicional es va signar el 23 d'abril de 1829. El 28 d'abril de 1829, el governador Louis Jean Guillaume Jubelin va signar un tractat amb Brahim Ould Mokhtar xeic dels Oulad Khalifa, fracció dels Oulad Rizg instal·lada a la riba esquerra, pel qual se li pagarien algunes duanes a canvi de contingents per controlar els atacs maures, informar de les seves activitats i ajudar a capturar als esclaus fugitius. Uns altres tractats foren signats el 7 de novembre de 1831 entre el governador interí Buirette Saint-Hilaire, i Mohammed Amar, xeic dels Oulad Bou Sba, i el 22 de maig de 1832, 
entre el governador Thomas Renault de Saint-Germain, i el xeic dels « Dacbagui » (Id ag Badié) una fracció dels Oulad Bou Ali, intentant utilitzar aquestes agrupacions tribals a favor de França.
Mohammed Al-Habib va tenir una guia en el seu regnat: fer la guerra amb els altres maures (de Brakna i Adrar) i el saqueig dels negres de la riba esquerra del riu Senegal, amb tractats periòdics amb França poc observats. El 1832 es va casar amb la princesa Guimbotte (Diombot) filla del brak del Waalo, i hereva de la corona els drets de la qual va pretendre sostenir per les armes. Els francesos però van impedir la presencia maure al Waalo i van donar suport al cap profrancès Fara Penda que fou el nou brak o rei suprem. El 30 d'agost de 1835 un tractat va posar fi al conflicte, en el que Mohammed renunciava als seus drets al Waalo per si i els seus successors, incloent pels fills nascuts de Diombot. A més es van confirmar els tractats del 7 de juny de 1821 i 15 d'agost de 1829. Aquests tractats no van impedir algunes incursions dels maures trarzes al Waalo, Djolof i Cayor.
El tractat del 25 d'abril de 1842 entre els francesos i els Ida Ou Al-Hadj, va permetre a l'emir dirigir el comerç de la goma al seu gust; el 13 d'agost de 1842 es va completar amb una convenció que pretenia garantir la seguretat del Cayor i establia la mediació de França en els conflictes amb els wòlofs. El 22 d'octubre de 1842 un tractat entre el governador interí francès Paul Pageot des Noutières i l'emir garantia la seguretat de l'escala de Mérinaghen.
Ahmed Leïgat, germà (gran) de Mohammed Al-Habib que no havia reclamat la corona a la mort del pare, sota impulsió francesa va planejar llavors enderrocar al seu germà; els brakna (emir Mohammed Rajel Ould Mokhtar) li van donar suport i junts van atacar a les bandes de l'emir, que va aconseguir derrotar-los i finalment va decidir fer assassinar al seu germà, tasca que va encarregar als Euleb. Ahmed Leïgat, refugiat a l'emirat de l'Adrar, fou mort.
Després l'emir va fer campanyes contra Brakna i Adrar en càstig pel suport que havien donat al rebel. A Brakna va intentar posar al tron a Mohammed Sidi Ould Mohammed però de moment es va limitar a fer ràtzies (1845) sent rebutjat; ho va provar per segona vegada el 1848, que va fracassar davant de Podor. Finalment el 1851 va aconseguir enderrocar a Rajel i el seu pretendent fou proclamat com xeic dels Oulad Ahmed i els Oulad Normach i emir de Brakna. El 1855 va intervenir altre cop per destronar al seu protegit posant al seu lloc a Sidi Eli II Ould Ahmeddou I del que era parent per via femenina. A l'Adrar també va fer ràtzies amb menys fortuna; no va poder agafar a l'emir Ali Ould Aïda, però va cremar els palmerars i va dispersar la gent que es va haver de refugiar a les muntanyes; però atacat pels Oulad Yahia ben Othman, es va haver de retirar (1856).
El francesos van abolir l'esclavatge i proclamar la llibertat de comerç el 1848; la revolució de la Comuna a França feia creure en un debilitament del poder francès i Mohammed Al-Habib va aprofitar per intervenir altre cop al Waalo. Els francesos van insinuar al xeic Ali ould Mokhtar Fal, cap de les fractions Oulad Beniouk i Oulad Azouna que podria ser emir de Trarza si ajudava a França; un tractat signat el 4 d'agost de 1848 obligava a aquestes tribus a no ajudar els trarzes, no saquejar caravanes, i aportar contingents si li eren demanats. Però Ali tampoc va fer gaire per impedir les incursions de Mohhamed Al-Habib.
La situació va canviar sota Louis Faidherbe; era el segon del governador Auguste Léopold Protet; les instruccion del ministeri eren de controlar totalment el comerç de la goma i el domini del riu, supressió de les escales i les duanes i independència del Waalo amb protecció de les poblacions agrícoles de la riba esquerra.
Primer fou aixecada l'amenaça sobre la posició de Podor. Després Faidherbe va atacar la vila tuculor de Dialmatch, que obeïa als trarza i la va destruir. El 16 de desembre de 1854 Faidherbe va substituir a Protet. Es va preparar una expedició contra les tribus maures del sud (al-Guibla) que nomaditzaven a les ribes del riu (Taghredient, Id ag Badié, Oulad Agchar, Oulad Moussa, Beniouk Ou Azzouna, Oulad Bou Ali) però això fou detectat pel xeic dels Ida Ou Al-Hadj i les tribus es van allunyar del riu (excepte els Azzouna) contra els que va caure tot el poder francès, quedant els seus campaments destruïts i la seva gent feta presonera; una altra columna va fer una ràtzia contra les pacífiques tribus Tendgha (febrer de 1855). Mentre les dues parts es preparaven, Faidherbe es va posar a "organitzar" el Waalo.
Mohammed Al-Habib va posar condicions per evitar la guerra: augment dels drets de duana; destrucció dels forts francesos i prohibició a les naus de guerra d'entrar al riu; destitució de Faidherbe. Aquest va pujar el riu atacant els campaments maures i feu ràtzies contra els seus ramats mentre l'emir baixava cap al Waalo on el seu fill Ali Diombot havia reunit contingents locals i amenaçava Saint Louis del Senegal. Però una torre de vigilància el va aturar al marigot de Leïbat, i davant la tornada de Faidherbe, es va retirar precipitadament (abril de 1855). La resta de l'any es va passar en maniobres diplomàtiques que per part de l'emir portava el seu visir Mokhtar Sidi.
El gener de 1856 es va fer una gran conferència nacional a Tin Douja, sota la presidència de Cheikh Sidïa Al-Kabir, cap dels Oulad Biri que pals seus orígens i la seva posició central representava la unió entre Trarza, Brakna i Adrar. El prestigi del Cheikh Sidïa, el més gran marabut del seu temps. Es va formar una Lliga contra els francesos entre els emirs de Trarza, de Brakna i els Oulad Yahia ben Othman d'Adrar. Faidherbe va reunir una columna al llac Regiz (llac Cayor) tallant les comunicacions entre territori Trarza i Brakna. Una incursió dels francesos va sorprendre a l'emir al seu campament i la seva gent després de breu resistència, va fugir. L'emir, gros i vell, no va poder agafar el cavall i estava a punt de ser mort quan un grup d'amics manats per Mokhtar ould Mohammed ould Sidi Ahmed, el van rescatar i l'emir va poder fugir amb el cavall del mateix Mokhtar; els maures es van dispersar cap al nord (febrer de 1856) i com que era l'estació seca i no podien acostar-se al riu ni als marigots per abeurar als seus ramats, i no tenien aigua on eren, els ramats van morir i els mateixos trarzes van començar a patir set i després gana. Faidherbe hàbilment va separar de la lluita als brakna i va llençar als wòlofs i tuculors contra els trarza, saquejant la Chamama. Les tribus marabútiques es van sotmetre (gener de 1857) i foren seguits per molts guerrers a títol individual.
Mohammed Al-Habid llavors va prohibir portar goma a les escales i va fer tallar tots els camins que hi portaven, i els que no obeïen eren saquejats. Però la manca de la goma va perjudicar més que res als seus (la roba va pujar de preu a Trarza) però també a alguns comerciants de Saint Louis. Finalment l'emir va revocar la seva decisió a petició d'una delegació de marabuts conduïda per notables dels Ida Ou Ali. Poc després els Oulad Daman el van abandonar i es van sotmetre l'abril de 1858. Junt amb el seu col·lega Mohammed Sidi dels Brakna va intentar aixecar les tribus però la resistència d'algunes fou considerable especialment els Oulad Ahmed dels brakna. Aquestos revoltats van derrotar les forces de l'emir i els van matar els millors guerrers.
Després d'algunes negociacions, Sidi Mbaïrika, fill gran de l'emir, i el visir Mokhtar Sidi van signar la pau a Saint-Louis, en les condicions imposades per Faidherbe (20 de maig de 1858); l'emir renunciava a tota pretensió sobre el Waalo i Saint Louis, territoris reconeguts a França, que podria protegir també el Dimar, Djolof, Diambur i Cayor. Els estats que pagaven tribut als trarza ho farien en endavant per mitjà dels francesos que els entregaria a l'emir. L'escala oficial de la goma pels trarzes seria a Dagana, i la resta de productes seria lliure arreu i sempre; els drets de duana quedaven suprimits i substituïts per una peça de Guinea per cada 500 kg de goma (o sigui el 3%) i seria cobrat per l'administració francesa als comerciants i després pagada a l'emir. Els Ida Ou Al-Hadj retornaven a la norma general però si la goma era portada a Saint Louis rebrien una peça addicional de Guinea per cada 1000 kg; els trarzes no podrien travessar el riu amb armes.
Mohammed Al-Habib havia sabut reunir a l'entorn seu a les dues fraccions rivals trarza dels Oulad Daman i Oulad Ahmed ben Daman: es va casar amb Fatma, filla del xeic dels Oulad Daman, Mohammed ben Sidi Ahmed, cosa que va obrir aquesta política d'unió, i va tenir el suport constant del xeic i dels seus dos fills Mokhtar i Mbarek. En total Mohammed Al-Habib va tenir en total tres esposes: la seva cosina Mbaïrika Ment Omaïr (mare de Sidi Mbaïrika Ould Mohammed); Diombot o Guelouar ("Cabells Trençats") filla del brak del Waalo (mare d'Ali Diombot Ould Mohammed); i Fatma, filla del xeic dels Oulad Daman (mare d'Ahmed Saloum, Brahim Saloum, Mokhtar Saloum, Lefja, Amar Saloum, Lobat i Mohammed Al-Habib. Tots moriran en pocs anys assassinats per fills i cosins.
L'émir Mohammed Al-Habib va morir el 16 de setembre de 1860 en una conspiració en la que els conjurats pretenien matar a l'emir i al seu fill Sidi Mbaïrika i proclamar a Sid Ahmed ben Ali Khamlich, príncep reputat per la seva valentia. Però al moment de l'assassinat Sidi havia sortit amb el seu amic Ahmed ben Brahim Khalil per veure uns parents a un campament veí i a la tornada es van perdre al bosc. Abans d'arribar els conjurats, dividits en dos grups van disparar i van matar a l'emir; aquests trets havien de ser senyal per un segon grup per matar a Sidi, però no el van trobar. Fatma va resultar ferida lleu. Sidi es va dirigir al campament, va armar als seus guerrers i es va precipitar contra els Oulad Siyed entre els quals s'havien refugiat els assassins. Sid Ahmed ben Ali Khamlich va poder fugir i la resta va resistir i van lluitar durant hores i finalment la major part va fugir i la resta foren massacrats. Sid Ahmed fou mort per un membre dels Euleb; els seus parents (cosins i nebots) foren tots massacrats igual que els conjurats i només un es va salvar i es va fer marabut.
Sidi Mbaïrika Ould Mohammed fou proclamat emir.